# Kampen, Overijssel
Kampen (Overijssel) là một đô thị ở tỉnh Overijssel phía đông Hà Lan.
Đô thị Kampen có dân số 51.278 vào năm 2017 và có diện tích 161,79 kilômét vuông (62,47 dặm vuông). Kampen nằm ở phía Tây Bắc của Overijssel và là thành phố lớn nhất trong khu vực này. Thành phố Kampen có khoảng 35.000 cư dân.
Kampen có một trong những trung tâm phố cổ được bảo quản tốt nhất của Hà Lan, bao gồm các bức tường của thành phố cổ xưa (trong đó có ba cổng vẫn còn đứng) và nhiều nhà thờ. Cũng đáng lưu ý là ba cây cầu nối IJssel kết nối Kampen với IJsselmuiden và Kampereiland, khu vực nông nghiệp giữa các nhánh hình thành nên đồng bằng Ijssel và một cối xay gió (Olde Zwarver - Old Vagabond).
Theo truyền thống, người dân ở Kampen nói một biến thể của phương ngữ Sallands, được gọi là tiếng Kampers.